# Georges III d'Erbach
George III, comte d'Erbach-Breuberg (15 juillet 1548 – 26 février 1605), est comte d'Erbach à Lauterbach et Breuberg.
Né à Erbach, il est le cinquième et le plus jeune enfant de Eberhard XII, comte d'Erbach-Freienstein et de Marguerite, une fille du comte Philippe de Salm-Dhaun.

## Biographie
Autour de 1560, l'Électeur Palatin inféode George III (conjointement avec son père et son oncle Valentin II, comte d'Erbach-Schönberg) sur la commune de Wildenstein.
Après la mort de son oncle George II, comte d'Erbach-Reichenberg en 1569, Georges III réunit tous les biens de la famille de la famille d'Erbach. Parmi les propriétés qu'il hérite figure le château de Reichenberg, qu'il transforme en une forteresse de la Renaissance.
Entre 1588 et 1590, il agrandit le château de Fürstenau, qui devient le siège de son gouvernement.
George III meurt en Erbach à 56 ans et est enterré dans la Stadtkirche de Michelstadt, où en 1678, un tombeau de famille est construit.
Après sa mort, ses fils divisent le territoire:
- Frédéric Magnus d'Erbach (1575-1618) hérite de Fürstenau et Reichenberg.
- Jean-Casimir d'Erbach (1584-1627) hérite de Breuberg et Wildenstein.
- Louis Ier d'Erbach-Erbach (1579-1643) hérite des pièces de Erbach et Freienstein.
- Georges-Albert Ier d'Erbach-Schönberg (1597-1647), hérite de Schönberg et de Seeheim.

Après la mort sans héritier mâle de Frédéric Magnus , en 1623 ses frères se partagent ses domaines : Jean Casimir, reçoit Fürstenau, Louis reçoit Michelstadt et Bad König et Georges Albert reçoit Reichenberg.
Quand Jean Casimir meurt, célibataire, en 1627, Louis reçoit Wildenstein et Georges Albert reçoit Fürstenau. Quand Louis meurt en 1643 sans héritier, Georges Albert hérite de ses biens, réunifiant les possessions de la famille.

## Famille
Le 27 juillet 1567, Georges III épouse d'abord Anne Amélie (c. 1551 1551 – 13 juillet 1571), fille du comte Jean IX de Sayn et de sa seconde épouse, Anne de Hohenlohe-Waldenbourg. Ce mariage reste sans enfant.
Le 15 juillet 1572, Georges III épouse ensuite Anne (11 avril 1557 – 8 décembre 1586), fille de Frédéric-Magnus Ier de Solms-Laubach et son épouse Agnès de Wied. Ils ont douze enfants :
- Agnès Marie (1573-1634), épouse Henri XVIII de Reuss-Obergreiz (1563-1616)
- Évrard, (1574)
- Frédéric Magnus d'Erbach (1575-1618), épouse Christine de Hesse-Darmstadt (1578-1596), puis Jeanne-Henriette d'Oettingen-Oettingen (1578-1619).
- Marguerite (1576-1635), épouse Louis-Évrard d'Oettingen-Oettingen (1577-1634).
- Anne-Amélie (1577-1630), épouse Frédéric Ier de Salm-Neufville (1547-1608) puis Henri IV de Daun (1563-1628).
- Élisabeth (1578-1645), épouse Henri II de Limpourg-Sintheim (1573-1637).
- Louis Ier (1579-1643), épouse Julienne de Waldeck-Wildungen (1587-1622) puis Jeanne de Sayn-Wittgenstein (1604-1666).
- Agathe (1581-1621), épouse Georges-Frédéric de Bade-Durlach (1573-1638).
- Anne (1582-1650), épouse Philippe-Georges de Leiningen-Dagsbourg-Falkenbourg (1582-1627).
- Marie (1583-1584)
- Jean-Casimir (1584-1627)
- Barbara (1585-1591)

A Greiz le 11 novembre 1587, Georges III épouse en troisièmes noces Dorothée (28 octobre 1566 – 26 octobre 1591), fille de Heinrich XV Reuss, seigneur de Greiz-Obergreiz et de son épouse Marie Salomé d'Oettingen. Ils ont trois enfants :
- Dorothée Sabine (1588-1589)
- Georges-Henri (1590-1591)
- Marie Salomé (1591).

A Korbach le 2 août 1592, Georges III se remarie avec Marie (8 avril 1563 – 29 décembre 1619), veuve du Josias Ier de Waldeck-Eisenberg et une fille du comte Albert X de Barby-Mühlingen et son épouse Marie d'Anhalt-Zerbst (1er décembre 1538 – 25 avril 1563). Ils ont six enfants :
- Dorothée (1593-1643), mariée avec Louis Eberhard de Hohenlohe (1590-1650)
- Frédéric Christian, né et mort le 1594.
- Christine d'Erbach (1596-1646), mariée avec Guillaume de Nassau-Hilchenbach (1592-1642).
- Georges-Albert Ier d'Erbach-Schönberg (1597-1647), marié avec Madeleine de Nassau-Dillenbourg (1595-1633), puis avec Anne-Dorothée de Limpourg-Gaildorf (1612-1634), et enfin avec Élisabeth-Dorothée de Hohenlohe-Waldenbourg-Schillingsfürst (1617-1655)
- Élisabeth-Julienne d'Erbach (1600-1640), mariée avec Georges-Louis de Löwenstein-Scharfeneck (1587-1633), puis avec Johan Baner (1596–1641)
- Louise-Julienne d'Erbach (1603-1670), mariée avec Ernest de Sayn-Wittgenstein (1594-1632).